# Silenciari
Silenciari (grec medieval: σιλεντιάριος, silendiàrios) va ser un títol que es donava a una classe de cortesans de la cort a l'Imperi Romà d'Orient, responsables de l'ordre i el silenci (la paraula ve del llatí silentium) al Gran Palau de Constantinoble. Durant els segles VIII i XI es va anar transformant en un títol honorífic.

## Història
El primer article del codi d'etiqueta és el silenci religiós que hi ha d'haver en presència de l'emperador. Les assemblees de dignataris presidides pel sobirà prenen el nom de Silentium (en grec σιλέντιον). Els silenciaris eren els oficials del palau responsables de la disciplina d'aquestes assemblees.
L'existència de silenciaris es coneix des de finals de l'Alt Imperi Romà (segle ii) on el càrrec era ocupat per esclaus o lliberts, però es coneix més bé la seva funció durant el Baix Imperi. Van continuar exercint la seva funció a Occident fins al 491, i sota Teodoric el Gran el càrrec es va convertir en un títol honorífic hereditari, abans de ser definitivament abolit per Justinià I després de la reconquesta d'Itàlia per l'Imperi Romà d'Orient. El darrer silenciari conegut a Occident és de l'any 540.
A l'Orient, en canvi, la institució va continuar existint i va anar adquirint una certa importància. Eren considerats de rang spectabilis (visible, admirable) des d'abans d'acabar el segle v, clarissimus (brillant, il·lustre) abans del 528, i alguns d'ells, probablement els decurions (δεκουρίωνες, decurio sacri palatii), els oficials del cos de silenciaris, eren nomenats patricis a finals del segle v. Entre els silenciaris coneguts d'aquell període, hi ha fins i tot un emperador, Anastasi I Dicor, que era decurió en el moment de la seva pujada al tron de Constantinoble el 491. També destaca Pau el Silenciari, autor d'una descripció de Santa Sofia.
Encara que no eren eunucs i tenien la possibilitat de casar-se, estaven a les ordres del prepòsit (Praepositus sacri cubiculi), un alt funcionari de palau que era eunuc. A partir de l'emperador Zenó els silenciaris van dependre del magister officiorum. La insígnia que els identificava era, des del segle vi, una vara d'or, que els lliurava el mateix emperador. Quatre silenciaris estaven al servei exclusiu de l'emperadriu de qui rebien la seva vara daurada. El càrrec era lucratiu i incloïa moltes exempcions d'impostos i altres privilegis. El càrrec es podia vendre però el comprador, que s'havia de presentar al magister officiorum, no prenia possessió fins que el titular hagués abandonat efectivament el càrrec.
A més de mantenir el silenci, els silenciaris s'encarregaven de diverses missions a la cort imperial. Rebien dignataris, convocaven els legats, servien de missatgers fora del palau o, fins i tot, eren pregoners públics. Algunes vegades se'ls donava un comandament militar.
El 437, segons el Codi Teodosià, els silenciaris eren 30 membres, dividits en tres decuries, cadascuna d'elles encapçalada per un decurio sacri palatii (decurió del sagrat palau), un títol que es menciona per primera vegada l'any 326. Els decurions tenien un rang superior al dels silenciaris, i s'anomenaven "el primer dels silenciaris". Quan sortien de càrrec, els decurions, a partir del 415, rebien el títol de spectabilis i se'ls incloïa a les llistes del Senat, quedant exempts de les contribucions pagades pels senadors.
En els segles següents, el cos dels silenciaris incloïa personatges de vegades importants. Se'ls donava missions notables. Així, el Silenciari Joan es va encarregar durant els anys 752 al 755 de negociar en nom de l'emperador i del Papa amb Aistulf de Friül, rei dels longobards. El Silenciari va passar després a ser un títol que es posava als segells, més que no pas una funció. L'últim silenciari conegut és del temps del regnat de Nicèfor II Focas (segle x).